# Dendrophthora roraimae
Dendrophthora roraimae är en sandelträdsväxtart som först beskrevs av Oliver, och fick sitt nu gällande namn av Ernst Heinrich Georg Ule. Dendrophthora roraimae ingår i släktet Dendrophthora och familjen sandelträdsväxter. Inga underarter finns listade i Catalogue of Life.